# Witalij Czernyszow
Witalij Siergiejewicz Czernyszow (rus. Виталий Сергеевич Чернышев; ur. 18 czerwca 1981 w Pietrozawodsku) – rosyjski biathlonista, srebrny medalista mistrzostw Europy w 2003 roku. Mistrz świata juniorów z 2001 roku w biegu indywidualnym. Na tej samej imprezie zdobył również srebrny medal w sztafecie. W swoim dorobku ma również cztery złote i dwa srebrne medale mistrzostw Europy juniorów.

## Osiągnięcia

### Mistrzostwa Europy
| Rok  | Miejsce       | IN | SP | PU | MS | RL |
| 2002 | Kontiolahti   | 32 |    |    |    | 4  |
| 2003 | Forni Avoltri | 21 | 15 | 16 |    | 2  |

### Mistrzostwa Świata Juniorów
| Rok  | Miejsce         | IN | SP | PU | MS | RL |
| 2000 | Hochfilzen      | 42 |    |    |    |    |
| 2001 | Chanty-Mansyjsk | 1  | 7  | 7  |    | 2  |

### Mistrzostwa Europy Juniorów
| Rok  | Miejsce         | IN | SP | PU | MS | RL |
| 2000 | Zakopane        | 3  |    |    |    | 1  |
| 2001 | Haute Maurienne | 3  | 1  | 1  |    | 1  |

IN – bieg indywidualny, SP – sprint, PU – bieg pościgowy, MS – bieg ze startu wspólnego, RL – sztafeta